# 20259 Alanhoffman
20259 Alanhoffman è un asteroide della fascia principale. Scoperto nel 1998, presenta un'orbita caratterizzata da un semiasse maggiore pari a 2,3129804 au e da un'eccentricità di 0,1020316, inclinata di 1,42957° rispetto all'eclittica.
L'asteroide è dedicato all'astronomo statunitense Alan Hoffman.